# The Bourne Legacy (film)
The Bourne Legacy is een Amerikaanse actiefilm annex thriller uit 2012 van Tony Gilroy met in de hoofdrollen onder meer Jeremy Renner en Rachel Weisz.
Naar het personage Jason Bourne uit de eerdere drie films (en Robert Ludlums boekenreeks) wordt alleen verwezen en verder heeft de film weinig gemeen met het gelijknamige boek uit 2004 van Eric Van Lustbader.

## Verhaal
Aaron Cross neemt deel aan "Operation Outcome", een experiment van de CIA dat tot doel heeft met behulp van pillen en genetische modificaties bijna onverslaanbare agenten te creëren en mogelijk een opvolger is van "Operation Blackbriar" uit The Bourne Ultimatum. Tijdens een trainingsmissie in Alaska worden hij en een andere Outcome-deelnemer aangevallen door een onbemand luchtvaartuig van de CIA, maar Cross overleeft. Later redt hij het leven van Outcome-wetenschapster Marta Shearing (Rachel Weisz) en samen gaan ze naar Manilla, waar de pillen gemaakt worden.

## Rolverdeling
| Acteur           | Personage          | Opmerkingen                                  |
| ---------------- | ------------------ | -------------------------------------------- |
| Jeremy Renner    | Aaron Cross        |                                              |
| Oscar Isaac      | "Number Three"     | proefpersoon Operation Outcome               |
| Rachel Weisz     | dr. Marta Shearing | onderzoekster voor Operation Outcome         |
| Edward Norton    | Eric Byer          |                                              |
| Scott Glenn      | Ezra Kramer        | directeur bij de CIA                         |
| Joan Allen       | Pamela Landy       | onderdirecteur bij de CIA                    |
| Željko Ivanek    | dr. Donald Foite   | Shearings baas                               |
| David Strathairn | Noah Vosen         | voormalig directeur van Operation Blackbriar |
| Albert Finney    | dr. Albert Hirsch  | schepper van Operation Treadstone            |
| Donna Murphy     | Dita               |                                              |
| Corey Stoll      | Vendel             |                                              |
| Stacy Keach      | Mark Turso         |                                              |

## Productie
Oorspronkelijk was het plan dat George Nolfi, co-auteur van The Bourne Ultimatum, het script voor deze film zou schrijven en dat Matt Damon, Joan Allen en Julia Stiles hun rollen weer zouden opnemen, weer onder regie van Paul Greengrass. Toen Greengrass afhaakte, gaf Damon aan zonder hem niet mee te willen doen.
Damons personage Jason Bourne, dat Ultimatum overleefde, komt dan ook niet voor in Legacy, er wordt alleen naar verwezen, en de naam staat in de titel om het verband met de eerdere drie films aan te geven.
De film werd gedeeltelijk opgenomen op de Filipijnen en ging daar in première, vijf dagen voor de Amerikaanse première.
Er waren twee broers van regisseur en scenarist Tony Gilroy bij de film betrokken, te weten Dan Gilroy als co-scenarist en diens tweelingbroer John Gilroy als monteur.

## Muziek
De filmmuziek werd gecomponeerd door James Newton Howard. De originele soundtrack werd op 7 augustus 2012 vrijgegeven door Varèse Sarabande. Voor de aftiteling van de film nam Moby net als bij de voorgaande Bourne-film een nieuwe versie op van de originele single "Extreme Ways" uit 2002.